# Centurie
Centuria (în latină la plural centuriae) este un substantiv latin care provine din cuvântul centum (o sută), având sensul de unități (militare) care inițial erau formate din aproximativ 100 de oameni. 
O centuria militară era condusă de un centurion.

## Alte sensuri
"Centuria" mai semnifică și o unitate romană pentru suprafețe: 1 centuria = 100 heredia. 